# Coppa del Mondo di rugby
La Coppa del Mondo di rugby (in inglese Rugby World Cup) è la massima competizione internazionale di rugby XV per squadre nazionali maschili, ed è organizzata dal World Rugby.
Istituita nel 1985, vide la sua prima edizione nel 1987 con la Nuova Zelanda come vincitrice.
Da allora la sua fase finale si svolge a cadenza quadriennale. Il vincitore del torneo si fregia del titolo di campione del mondo per il quadriennio successivo alla vittoria.
Si sono tenute dieci edizioni del torneo; campione in carica è il Sudafrica, che ha vinto l'edizione più recente, quella del 2023.
Gli Springboks sono, inoltre, la squadra più titolata del torneo con quattro vittorie.
Seguono Nuova Zelanda (3), Australia (2) e Inghilterra (1).
Dal 1991 esiste anche una Coppa del Mondo femminile, sempre sotto la giurisdizione del WR.
Il trofeo in palio è la Coppa William Webb Ellis, intitolata all'allievo inglese della Rugby School a cui la leggenda attribuisce romanticamente, seppur con attestazioni scritte, la paternità della disciplina sportiva.

## Storia

### I prodromi

il logo della competizione (1991-2007)

Fino alla fine degli anni ottanta, il calendario internazionale del rugby di alto livello era scandito principalmente dai tour, ovvero visite ufficiali di una nazionale in un altro paese. L'unico torneo a coinvolgere le nazionali più forti del panorama rugbistico mondiale è stato per oltre un secolo il Cinque Nazioni (Home Championship fino al 1910), che comunque vedeva la partecipazione solo delle maggiori cinque squadre europee. Esistevano altri tornei internazionali (come la Coppa FIRA), che, tuttavia, erano limitati a una sola area geografica e, per di più, non vedevano prendervi parte le formazioni più quotate.
Le spinte a creare una Coppa del Mondo, il cui embrione già circolava dalla fine degli anni sessanta, quando la RFU rifiutò persino di prendere in considerazione proposte in tal senso, trovavano fondamentalmente motivazione nell'anticipare lo scivolamento della disciplina verso il professionismo, intuibile già a fine anni settanta: nel 1977 una catena televisiva neozelandese aveva valutato l'ipotesi di produrre un campionato di rugby a 15 a pagamento e, nel 1979, in Sudafrica la federazione valutò un'ipotesi simile.
Ad accelerare i tempi fu il progetto di David Lord, imprenditore australiano, che mise sotto contratto circa duecento giocatori in tutto il mondo, dei quali aveva ricevuto una dichiarazione d'intenti, al fine di creare una lega professionistica.
Tra i soggetti interessati all'acquisto di una tale produzione figuravano Kerry Packer, già fautore di una lega professionistica di cricket e Rupert Murdoch, il quale vaticinava l'istituzione di un campionato del mondo fuori dall'orbita IRB, al quale avrebbero dovuto partecipare le squadre dell'allora Cinque Nazioni più le due oceaniane assieme al Sudafrica sotto falso nome, per via del bando internazionale cui tale Paese era sottoposto per via della sua politica di apartheid.
Successivi eventi, quali lo stato di bancarotta di Lord e la sua inaffidabilità, causarono la morte del suo progetto già a fine 1983, ma la sua manovra fu sufficiente a convincere l'IRB che se non avesse organizzato in proprio una manifestazione mondiale qualcun altro, prima o poi, lo avrebbe fatto.
L'organismo mondiale commissionò quindi alle federazioni neozelandese e australiana uno studio di fattibilità di una manifestazione, che trovò l'appoggio di Albert Ferrasse, il presidente della federazione francese.
Tuttavia, i rappresentanti di Irlanda e Scozia, fieri sostenitori del dilettantismo, opposero un fermo rifiuto, temendo — in retrospettiva, a ragione — che una competizione assimilabile a un campionato del mondo avrebbe aperto la porta al professionismo.
Galles e Inghilterra si mostrarono invece possibilisti; determinante fu il parere favorevole del South African Rugby Board, la federazione "bianca" all'epoca al governo del rugby in Sudafrica, che diede ai proponenti la maggioranza necessaria a far passare il progetto di Coppa del Mondo che così, il 21 marzo 1985, fu ufficialmente varato a Parigi: le tre federazioni del Sud si espressero favorevolmente con i loro due voti ciascuno di cui disponevano e lo stesso fece la Francia; l'opposto fecero l'Irlanda e la Scozia con i loro rappresentanti.
I rappresentanti di Galles e Inghilterra, altresì, si divisero sulla preferenza, esprimendo ciascuno un voto a favore e un voto contro la mozione, che così, con dieci voti contro sei, fu approvata.
Un grande successo della Francia fu riuscire a ottenere la partecipazione delle federazioni FIRA, della quale Ferrasse era all'epoca presidente.
Mancando il tempo per organizzare tornei di qualificazione, si decise, una tantum, di invitare le quattordici squadre da affiancare ai due Paesi organizzatori.
Fu deciso di convocare d'ufficio le squadre del Cinque Nazioni (Francia, Galles, Inghilterra, Irlanda, Scozia); per quanto riguarda il resto d'Europa, Italia (in procinto di affiliarsi all'IRB) e Romania, le due Nazionali più quotate dopo le cinque citate; l'Argentina per l'America del Sud e Canada e Stati Uniti per quella del Nord. L'Africa, stante il bando internazionale del Sudafrica, fu rappresentata dallo Zimbabwe, mentre l'Asia lo fu dal Giappone; le altre due squadre oceaniane furono Figi e Tonga. L'Unione Sovietica declinò l'invito del Board.
La formula del torneo era molto semplice. Le sedici squadre furono divise in quattro gironi da quattro squadre; le prime due di ogni gruppo si sarebbero qualificate per la fase a eliminazione diretta, composta da quarti di finale, semifinale e finale. Fu prevista anche la finale per il terzo posto. La manifestazione prese il via il 22 maggio 1987 e la prima partita vide i padroni di casa della Nuova Zelanda opposti all'Italia. In quella partita, vinta nettamente dagli All Blacks, John Kirwan realizzò una meta percorrendo oltre settanta metri e dribblando undici giocatori azzurri. L'edizione fu un grande successo di pubblico e proprio gli All Blacks vinsero la finale di Eden Park davanti a quasi 50 000 spettatori contro la Francia. Terzo il Galles, che vinse di misura sull'Australia nella finale di consolazione.

### Anni 1990

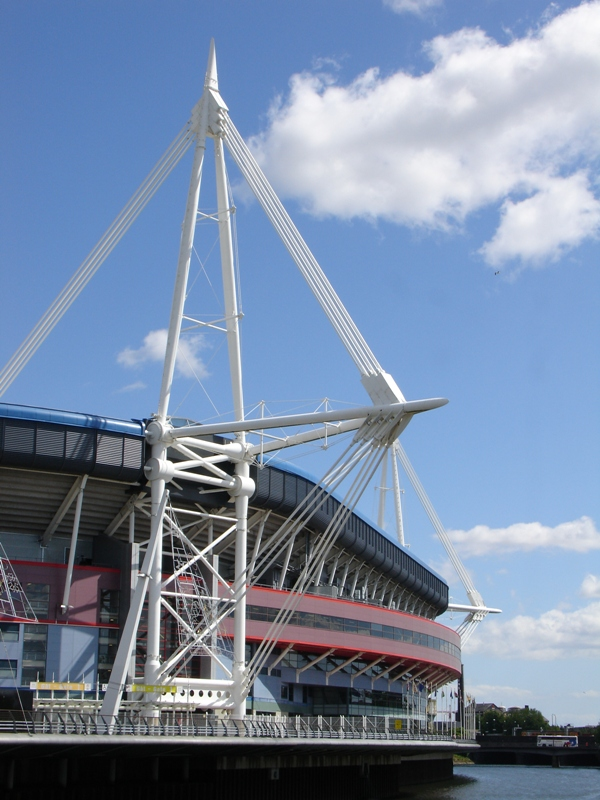
Millennium Stadium

La coppa del 1991 fu assegnata nominalmente alla Gran Bretagna; tuttavia, per una politica di accordo tra le federazioni, furono disputate partite anche in Irlanda e in Francia. La formula del torneo rimase invariata, ma per la prima volta furono disputate le qualificazioni: ciò consentì di aumentare il numero di squadre iscritte al torneo a trentatré; dalle qualificazioni vennero esentate le squadre che avevano raggiunto i quarti di finale nella precedente edizione (in pratica, le prime due di ogni gruppo). Grande sorpresa della manifestazione fu la squadra delle Samoa Occidentali, che riuscì a superare la prima fase eliminando il Galles e l'Argentina, prima di arrendersi contro la Scozia. Nella prima semifinale del torneo si registra la prima, inaspettata, sconfitta della Nuova Zelanda (dopo dieci vittorie consecutive nel torneo) a opera dei vicini di casa australiani. Proprio i Wallabies riusciranno a portarsi a casa la loro prima coppa, vincendo contro i padroni di casa inglesi in finale per 12-6 a Twickenham.
Il Sudafrica fu riammesso al rugby internazionale nel 1992 e per festeggiare la fine del regime razzista alla federazione sudafricana venne assegnato il torneo del 1995 senza che ci fossero altre candidate. Il numero di squadre iscritte aumentò ancora a cinquantadue e questa edizione verrà probabilmente ricordata per due eventi: il primo è l'emergere di Jonah Lomu come stella del rugby. Il neozelandese infatti stupirà il mondo con la sua eccezionale velocità e potenza fisica, vincendo la classifica dei marcatori di mete con sette realizzazioni in sei partite (a pari merito con Marc Ellis). Il secondo è la consegna finale del trofeo; in uno dei momenti più emozionanti nella storia dello sport, il presidente Nelson Mandela, indossando una maglia degli Springboks e un abbinato cappellino da baseball, consegnò il trofeo nelle mani del capitano della squadra, l'Afrikaner François Pienaar. Questo gesto venne visto come un segno della riconciliazione tra le due comunità, bianca e nera, del Sudafrica. Ai fini statistici si segnala che proprio la finale è stata anche la prima partita della storia della coppa del mondo a richiedere la disputa dei tempi supplementari.
L'edizione del 1999 fu assegnata al Galles; tuttavia, data la scarsità di impianti del piccolo paese britannico, la Welsh Rugby Union dislocò alcune partite in Inghilterra, Irlanda, Scozia e perfino Francia. La formula del torneo venne in piccola parte mutata per via dell'ampliamento a venti squadre, ma sempre in gruppi da quattro. Aumentò anche il numero di squadre iscritte alle qualificazioni (sessantacinque). Jonah Lomu si confermò la superstar del rugby mondiale, stabilendo due record: realizzò otto mete in una sola edizione (vincendo la classifica dei migliori marcatori di mete per la seconda volta consecutiva) e arrivò a quindici mete totali nella storia della coppa, ma, nonostante la sua presenza, i neozelandesi vennero sorprendentemente fermati in semifinale dalla Francia e si dovranno accontentare del quarto posto, avendo perso anche la finale di consolazione contro il Sudafrica. 
La vittoria finale andò agli australiani, che in finale sconfissero i francesi; con questa vittoria la squadra australiana fu la prima a vincere due volte il trofeo e cinque giocatori (Crowley, Eales, Horan, Kearns e Little) divennero i primi ad aver vinto due volte la coppa.

### Anni 2000

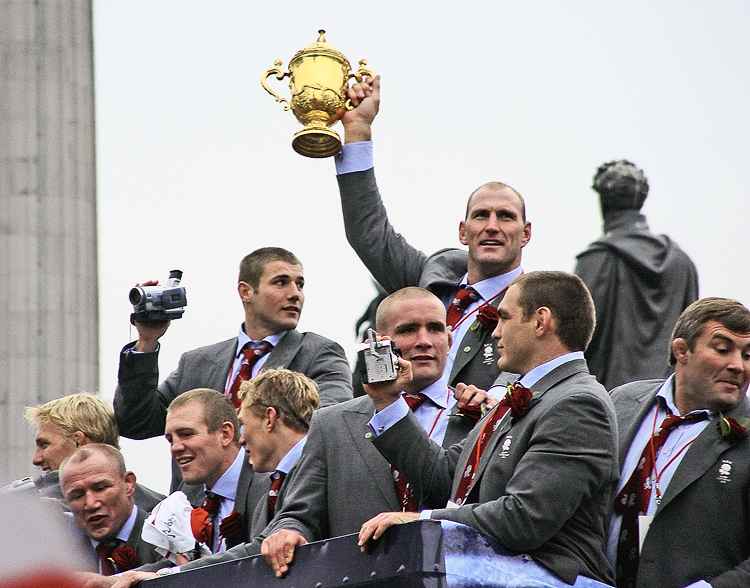
L'Inghilterra festeggia la vittoria del 2003

La Coppa del Mondo del 2003 fu assegnata congiuntamente all'Australia e alla Nuova Zelanda; tuttavia, quest'ultimo paese fu estromesso dall'organizzazione a causa di dissapori tra la NZRUF e l'IRB legati sostanzialmente a questioni economiche sulla ripartizione degli introiti. Altro motivo di disaccordo fu la decisione della NZRFU di non sospendere il campionato nazionale per la durata della coppa, come invece era stato richiesto dall'IRB. Le squadre restarono sempre venti, ma suddivise in quattro gruppi da cinque, con le prime due qualificate ai quarti. Questa edizione della coppa vide per la prima (e tuttora unica) volta la vittoria di una squadra europea e dell'emisfero nord, ovvero l'Inghilterra. La finale del torneo vide il XV della Rosa contrapposto ai padroni di casa e campioni in carica dell'Australia ed è ricordata per essere stata decisa a 21 secondi dalla fine dei tempi supplementari da un drop goal di Jonny Wilkinson. Lo stesso Wilkinson, in quella edizione del torneo, mise a segno otto drop, superando il precedente record di Jannie de Beer (sei drop nel 1999).
La Coppa del Mondo del 2007 si disputò in Francia (con partite anche in Galles e Scozia) e la vittoria finale andò alla selezione sudafricana, che divenne la seconda squadra ad aver vinto due volte la coppa (e Os du Randt divenne il sesto giocatore a riuscire nell'impresa dopo i cinque australiani del 1999). In questo torneo il sudafricano Bryan Habana eguagliò il record di otto mete di Lomu. Grande sorpresa del torneo fu la nazionale argentina, che sconfisse i francesi nell'incontro di apertura e arrivò alle semifinali (prima squadra esterna al Sei Nazioni o al Tri Nations a riuscire nell'impresa), chiudendo poi al terzo posto, battendo nuovamente i padroni di casa nella finale di consolazione. La performance della squadra allenata da Marcelo Loffreda e guidata dalla stella Felipe Contepomi sarà determinante per convincere l'IRB ad ammettere i Pumas nel Tri Nations, con effetto a partire dal 2012. Il torneo del 2007 è quello con la più alta affluenza di pubblico negli stadi (una media di 47'367 spettatori per partita) e con il più alto numero di squadre iscritte alle qualificazioni (91), anche se, tra ammesse di diritto e vincitrici di eliminatorie e continentali, vi furono tutte le squadre del 2003 tranne il Portogallo, che conquistò la sua prima presenza al mondiale ovale, battendo l'Uruguay.

### Anni 2010

Il logo della competizione usato nelle edizioni 2011 e 2015

L'edizione 2011 fu disputata in Nuova Zelanda, nonostante la candidatura del Giappone fosse stata valutata come la migliore nelle prime fasi del processo di assegnazione. Per una singolare coincidenza, le ultime due partite (la finale per il bronzo e la finalissima) furono le medesime della precedente edizione neozelandese del torneo (la prima, nel 1987). Come ventiquattro anni prima, gli All Blacks si aggiudicarono il titolo sconfiggendo i francesi (stavolta di misura per 8-7) mentre stavolta ad aggiudicarsi il bronzo furono gli australiani sui gallesi. I neozelandesi diventarono, pertanto, la terza squadra a vincere due volte il torneo e la prima a vincere due volte in casa. Per i francesi invece il poco invidiabile record negativo di aver perso la terza finale su tre disputate.
La Coppa del Mondo del 2015 si disputò in Inghilterra (con alcune partite nel Galles); la candidatura inglese riuscì a prevalere su quelle sudafricana e italiana. Per la prima volta nella storia il numero di squadre iscritte alle qualificazioni vide una diminuzione, passando dalle novantuno delle precedenti due edizioni a ottantaquattro; inoltre, per una curiosa coincidenza, le qualificate al torneo furono le stesse del 2003. In questo torneo la Nuova Zelanda divenne la prima squadra al mondo a vincere la sua terza coppa, nonché la seconda consecutiva, battendo gli australiani; entrambe le squadre divennero, inoltre, le prime ad aver disputato quattro volte la finale. In questa occasione ben tredici giocatori (tra cui il capitano Richie McCaw, Dan Carter e Ma'a Nonu) raggiunsero il record di due mondiali vinti. In questo torneo Bryan Habana eguagliò il record di quindici mete in coppa del mondo di Lomu e Julian Savea diventò il terzo uomo a marcare otto mete in una singola edizione del torneo (come gli stessi Lomu nel 1999 e Habana nel 2007).
Il torneo del 2019 fu organizzato dal Giappone: per la prima volta la coppa quindi uscì dai confini tradizionali del mondo del rugby, disputandosi il torneo in territorio asiatico. Il numero di squadre iscritte alle qualificazioni vide un aumento significativo rispetto all'edizione precedente, passando a novantatré. La fase a gironi della competizione fu segnata dal tifone Hagibis, un uragano di categoria 5, che abbatté sulle coste del Giappone nel fine settimana tra l'11 ottobre e il 13 ottobre, causando la cancellazione di tre partite, finite 0-0 a tavolino. Il torneo si concluse con la vittoria del Sudafrica in finale ai danni dell'Inghilterra (come nel 2007) allenata da Eddie Jones, con il punteggio di 32-12. Nella finale per il bronzo la Nuova Zelanda si impose sul Galles. Con la vittoria del torneo, il Sudafrica si aggiudicò la Coppa del Mondo per la terza volta (dopo le edizioni 1995 e 2007), eguagliando il record stabilito quattro anni prima dai neozelandesi. Fu, inoltre, la prima volta nella storia della Coppa del Mondo che la squadra vincitrice riuscì a conquistare il torneo pur perdendo una partita durante la fase a gironi (Sudafrica-Nuova Zelanda 13-23). Per la prima volta nella storia della squadra sudafricana, inoltre, la Coppa del Mondo venne alzata da un capitano di colore, Siya Kolisi.

### Anni 2020
Il nome del paese organizzatore dell'edizione 2023 fu annunciato il 15 novembre 2017, con la vittoria della candidatura francese su quelle di Irlanda e Sudafrica, mentre l'Italia aveva in precedenza ritirato la sua candidatura. World Rugby sta valutando un ampliamento del torneo a partire dall'edizione 2023. Il 12 maggio 2022 World Rugby ha assegnato l'edizione della Rugby World Cup 2027 all'Australia e l'edizione 2031 agli Stati Uniti.

## Trofeo

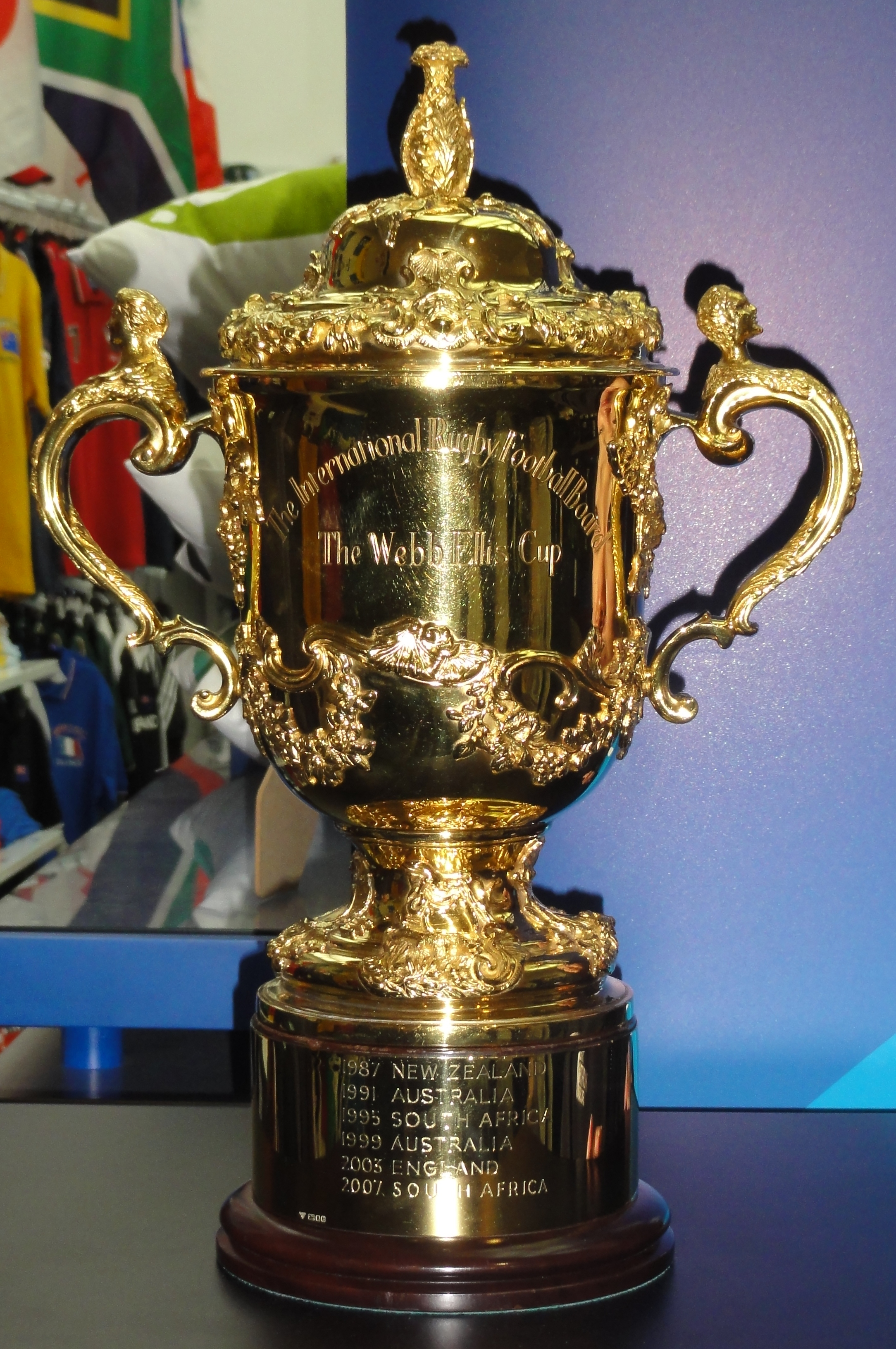
Coppa Webb Ellis

Ai vincitori della Coppa del Mondo di Rugby viene consegnata la Webb Ellis Cup, che prende il nome da William Webb Ellis. Il trofeo è anche noto semplicemente come Coppa del Mondo di Rugby. Il trofeo fu scelto nel 1987 per essere utilizzato nella competizione e fu creato nel 1906 dai gioiellieri della Corona Garrard. Il trofeo viene restaurato e riparato dal detentore del Royal Warrant Thomas Lyte al termine di ogni torneo o in qualsiasi momento negli anni intermedi tra ogni competizione. Le parole "The International Rugby Football Board" e "The Webb Ellis Cup" sono incise sulla superficie della coppa, e Thomas Lyte è responsabile dell'incisione del nome delle squadre vincitrici sul piedistallo del trofeo. Il piedistallo presenta i nomi di tutti i vincitori dal torneo inaugurale del 1987. È alto trentotto centimetri ed è d'argento dorato in oro, ed è sostenuto da due maniglie a volute fuse, una con la testa di un satiro e l'altra con la testa di una ninfa.

## Qualificazioni
Nella prima edizione, nove paesi furono invitati a partecipare alla competizione dall'IRB in aggiunta ai sette membri allora effettivi del Board, già qualificati di diritto (il Sud Africa fu escluso per l'Apartheid). Dall'edizione del 1991 alcune squadre devono sostenere i turni di qualificazione, le cui regole cambiano a ogni edizione e a seconda del continente. Solitamente, le squadre che raggiungevano i quarti di finale erano qualificate automaticamente all'edizione successiva del trofeo, tranne nel 1999, quando solo le semifinaliste e il Galles padrone di casa ebbero tale privilegio. Inoltre, durante le qualificazioni, le squadre più forti entrano in gioco solo negli ultimi turni.
Nel 2003 e nel 2007 le squadre che avevano raggiunto i quarti di finale all'edizione precedente erano automaticamente qualificate, mentre i rimanenti dodici posti furono suddivisi tra i vari continenti in queste proporzioni:
- Europa: tre posti
- Americhe: tre posti
- Oceania: due posti
- Africa: un posto
- Asia: un posto

I rimanenti due posti furono assegnati da spareggi di ripescaggio tra le prime escluse dei vari continenti.
Per l'edizione del 2011, l'IRB ha apportato alcune modifiche alle qualificazioni. Le prime tre classificate di ciascun girone della prima fase dell'edizione precedente sono qualificate di diritto, mentre i rimanenti otto posti sono assegnati dopo tornei di qualificazione continentali, con le seguenti proporzioni (tra parentesi le squadre qualificate):
- Europa: due posti (Georgia e Russia)
- Americhe: due posti (Canada e Stati Uniti)
- Oceania: un posto (Samoa)
- Africa: un posto (Namibia)
- Asia: un posto (Giappone)

Il posto rimanente è stato assegnato tramite play-off alla Romania.
Anche per l'edizione del 2015 l'IRB ha mantenuto le stesse proporzioni continentali, con l'Uruguay che ha conquistato il posto col play-off.
Per l'edizione del 2019, invece, a causa della mancata qualificazione anticipata di Figi, Samoa e Tonga, il World Rugby ha riorganizzato parzialmente le qualificazioni:
- Europa: un posto (Russia)
- Americhe: due posti (Uruguay e Stati Uniti)
- Oceania: due posti (Figi e Tonga)
- Africa: un posto (Namibia)

Due posti sono invece assegnati coi play-off: il primo è andato a Samoa, il secondo in un girone all'italiana a quattro, vinto dal Canada. La Russia ha beneficiato della squalifica di Romania e Spagna, che avevano schierato giocatori irregolarmente naturalizzati.

## Edizioni
| Anno | Paese ospitante                                    |               | Finale           | Finale        | Finale          |           | Finale per il 3º posto | Finale per il 3º posto | Finale per il 3º posto |
| Anno | Paese ospitante                                    | Campione      | Punteggio        | Finalista     | 3ª classificata | Punteggio | 4ª classificata        |                        |                        |
| 1987 | Nuova Zelanda (con Australia)                      | Nuova Zelanda | 29 - 9           | Francia       | Galles          | 22 - 21   | Australia              |                        |                        |
| 1991 | Inghilterra (con Galles, Scozia, Irlanda Francia)  | Australia     | 12 - 6           | Inghilterra   | Nuova Zelanda   | 13 - 6    | Scozia                 |                        |                        |
| 1995 | Sudafrica                                          | Sudafrica     | 15 - 12 (d.t.s.) | Nuova Zelanda | Francia         | 19 - 9    | Inghilterra            |                        |                        |
| 1999 | Galles (con Inghilterra, Scozia, Irlanda, Francia) | Australia     | 35 - 12          | Francia       | Sudafrica       | 22 - 18   | Nuova Zelanda          |                        |                        |
| 2003 | Australia                                          | Inghilterra   | 20 - 17 (d.t.s.) | Australia     | Nuova Zelanda   | 40 - 14   | Francia                |                        |                        |
| 2007 | Francia (con Galles e Scozia)                      | Sudafrica     | 15 - 6           | Inghilterra   | Argentina       | 34 - 10   | Francia                |                        |                        |
| 2011 | Nuova Zelanda                                      | Nuova Zelanda | 8 - 7            | Francia       | Australia       | 21 - 18   | Galles                 |                        |                        |
| 2015 | Inghilterra (con Galles)                           | Nuova Zelanda | 34 - 17          | Australia     | Sudafrica       | 24 - 13   | Argentina              |                        |                        |
| 2019 | Giappone                                           | Sudafrica     | 32 - 12          | Inghilterra   | Nuova Zelanda   | 40 - 17   | Galles                 |                        |                        |
| 2023 | Francia                                            | Sudafrica     | 12 - 11          | Nuova Zelanda | Inghilterra     | 26 - 23   | Argentina              |                        |                        |
| 2027 | Australia                                          |               |                  |               |                 |           |                        |                        |                        |
| 2031 | Stati Uniti                                        |               |                  |               |                 |           |                        |                        |                        |

### Medagliere
| Squadra       | Campione | 2º posto | 3º posto | 4º posto |
| ------------- | -------- | -------- | -------- | -------- |
| Sudafrica     | 4        | 0        | 2        | 0        |
| Nuova Zelanda | 3        | 2        | 3        | 1        |
| Australia     | 2        | 2        | 1        | 1        |
| Inghilterra   | 1        | 3        | 1        | 1        |
| Francia       | 0        | 3        | 1        | 2        |
| Argentina     | 0        | 0        | 1        | 2        |
| Galles        | 0        | 0        | 1        | 2        |
| Scozia        | 0        | 0        | 0        | 1        |

## Inno
L'inno ufficiale della competizione è, dal 1991, il brano World in Union, scritto da Charlie Skarbek, la cui musica è tratta dal quarto movimento de I pianeti di Holst.

## Statistiche
Il record per il maggior numero di punti in assoluto è detenuto dal giocatore inglese Jonny Wilkinson, che ne ha segnati 277 durante la sua carriera in Coppa del Mondo. Il neozelandese All Black Grant Fox detiene il record per il maggior numero di punti in una competizione, con 126 nel 1987; Sam Whitelock della Nuova Zelanda detiene il record per il maggior numero di partite di Coppa del Mondo: 26 tra il 2011 e il 2023. L'All Black Simon Culhane detiene il record per il maggior numero di punti in una partita da parte di un giocatore, 45, così come il record per il maggior numero di conversioni in una partita, 20. L'All Black Marc Ellis detiene il record per il maggior numero di mete in una partita, sei, che ha segnato contro il Giappone nel 1995.
Il neozelandese Jonah Lomu è il giocatore più giovane ad apparire in una finale: aveva 20 anni e 43 giorni nella finale del 1995. Lomu (che ha giocato in due tornei) e il sudafricano Bryan Habana (che ha giocato in tre tornei) condividono il record per il maggior numero di mete totali nei tornei di Coppa del Mondo, entrambi segnandone 15. Lomu (nel 1999) e Habana (nel 2007) condividono anche il record, insieme agli All Black Julian Savea (nel 2015) e Will Jordan (nel 2023), per il maggior numero di mete in un torneo, con 8 ciascuno. Il sudafricano Jannie de Beer ha calciato cinque drop-goal contro l'Inghilterra nel 1999, un record individuale per una singola partita di Coppa del Mondo. Il record per il maggior numero di rigori in una partita è di 8, detenuto dall'australiano Matt Burke, dall'argentino Gonzalo Quesada, dallo scozzese Gavin Hastings e dal francese Thierry Lacroix, con Quesada che detiene anche il record per il maggior numero di rigori in un torneo, con 31.
Il maggior numero di punti segnati in una partita è di 145, realizzati dagli All Blacks contro il Giappone nel 1995, mentre il margine di vittoria più ampio è di 142, detenuto dall'Australia in una partita contro la Namibia nel 2003.